# Vír (okres Žďár nad Sázavou)
Vír (německy Wühr) je obec v okrese Žďár nad Sázavou v Kraji Vysočina. Žije v ní 659 obyvatel. Obec leží na soutoku řeky Svratky a říčky Bystřice.

## Název
Název obce Vír je odvozen od místní skály Vířiny, kde se na řece tvořily nebezpečné víry.

## Historie
První písemná zmínka o vesnici je z roku 1364. V té době patřila Pernštejnům, respektive Vojtěchovi z Pernštejna. Od 16. století ji vlastnili páni z Kunštátu.
V soutěži Vesnice Vysočiny obdržela obec Vír v roce 2008 zelený diplom za rozvíjení lidových tradic, v roce 2009 modrou stuhu za společenský život, a v roce 2010 zlatou stuhu za vítězství v celé soutěži. V roce 2019 získala obec v této soutěži diplom za vzorné vedení kroniky a ocenění Inovativní obec. V roce 2022 získala obec ocenění v soutěži Vesnice Vysočiny 2022, konkrétně obdržela Diplom za univerzitu 3. věku.
Ve Víru se natáčel seriál Četnické humoresky.

## Přírodní poměry
Vír stojí v Hornosvratecké vrchovině. Do jeho správního území zasahuje část přírodní rezervace Pyšolec.

## Obyvatelstvo
| Rok            | 1869 | 1880 | 1890 | 1900 | 1910 | 1921 | 1930 | 1950  | 1961  | 1970 | 1980 | 1991 | 2001 | 2011 | 2021 |
| -------------- | ---- | ---- | ---- | ---- | ---- | ---- | ---- | ----- | ----- | ---- | ---- | ---- | ---- | ---- | ---- |
| Počet obyvatel | 528  | 564  | 514  | 552  | 611  | 616  | 717  | 1 204 | 1 059 | 956  | 853  | 787  | 759  | 759  | 671  |
| Počet domů     | 65   | 77   | 72   | 76   | 89   | 101  | 142  | 191   | 185   | 197  | 206  | 250  | 270  | 273  | 291  |

## Obecní správa
Obec se skládá ze dvou katastrálních území (zároveň ZSJ), jimiž jsou Vír a Hrdá Ves, která byla založena v 16. století poblíž Víru ve směru na Bystřici nad Pernštejnem. Bývala samostatnou obcí, ale roku 1954 se spojila s Vírem pod názvem Vír-Hrdá Ves. Dnes je částí obce Vír.

## Školství
V obci je Základní škola a Mateřská škola Vír.

## Sport

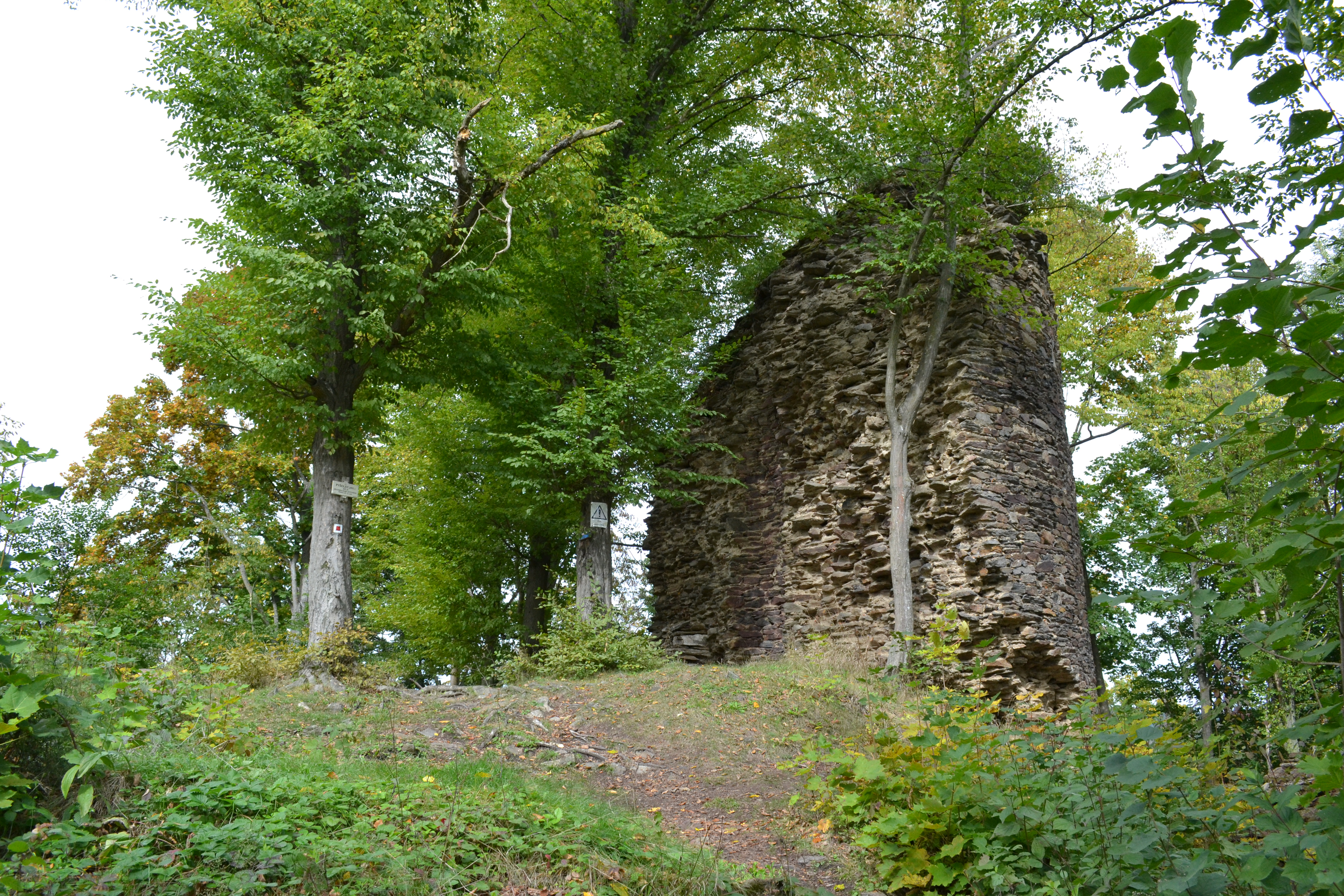
Zřícenina hradu Pyšolec

V obci provozuje horolezecký spolek Ledová stěna tři tzv. ferraty neboli zajištěné lezecké cesty, které jsou volně přístupné veřejnosti. Cesty mají obtížnost B až C na škále od A do F. Jako první byla v roce 2015 otevřena trasa Ledová stěna, kterou v zimě pokrývá ledopád, a Jezerní stěna u hráze Vírské přehrady. V roce 2020 byla dokončena třetí trasa Horní vyhlídka, další trasy jsou připravovány. Další společnost provozuje v prostorách bývalé továrny Rotter „industriální ferratu“ Továrna Vír.

## Pamětihodnosti
- Hrad Pyšolec, zřícenina
- vodní nádrž Vír I
- vodní nádrž Vír II
- Kaple svatých Sedmipočetníků a svaté Zdislavy z roku 1998
- Domy čp. 7, 15, 25 a 29
- vyhlídky Hraběcí stolek, Horymírka, Klubačice
- Vírský mlýnek

## Osobnosti
- František Houdek, kronikář, lyžař
- Milada Chalupníková, cyklistka
- František Bednář, spisovatel (sbírka povídek Jiskry v temnu), profesor církevního práva a praktické teologie na HČEFB v Praze
- Anna Šťastná–Poustová, figurální malířka
- Miloš Cvach, výtvarník
- František Šťastný st., hostinský, zakladatel turistiky ve Víru
- František Šťastný ml., podnikatel, „mistr reklamy“
- František Vojta, zakladatel běžeckých závodů Vír–Nedvědice a Malého Svrateckého maratónu (32 km)
- Zdeněk Pluhař, stavbyvedoucí Vírské přehrady, spisovatel (Modré údolí)
- Eduard Hamerský, majitel Dolního hamru
- František Navrátil, starosta Víru v době první republiky a Protektorátu Čechy a Morava
- Ve Víru zemřel brněnský bavič a silák Franta Kocourek.

## Pomístní jména
- Dolní konec – dolní konec Víru (od školy dolů).
- Horní konec – horní konec Víru (od školy nahoru).
- Hranovec, V Hranovci – spodní část lesů táhnoucí se z kopce Povrchnice.
- Loučky, V Loučkách – rozsáhlé údolí, kterým protéká potom pramenící na katastru obce Chlum pod Javorovým kopcem. Početným malým loučkám se říká V Loučkách.
  - Díly, Na Dílech – pole na příkrých stráních v zadní části údolí Loučky. Pozemky byly rozděleny mezi různé majítele.
    - Páleniny – pozemek v nejzadnější části Dílů směrem k Věstínu. Býval zde kdysi milíř, kde se pálilo dřevěné uhlí.

  - Loučský potok – teče v trati Loučky.
- Povrchnice – strmý, zalesněný kopec, který se také jmenuje Kača.[12]
  - Na Lázi, Na Lázech – menší část lesů Povrchnice, které se sklánějí k Víru. Dostaly jméno podle toho, že vznikly na lázu (v nářečí na lázi), tj. na místě vykáceného lesa, který ležel obvykle na svahu. Jména odvozená od tohoto slova jsou typická pro lesnaté kraje.
- Rovečínský potok – potok tekoucí od Rovečného, v nářečí vod Rovečína.
  - Studený žleb – hluboké údolí s příkrými stráněmi podél Rovečínského potoka. Slunce sem nezasvitne, a proto je tu chladno.
- Starý Vír – skupina starých domů průčelím k řece Svratce. Stávaly v místě, kde je dnes samoobsluha.
- Špimberk, Špinberk – kopec homolovitého tvaru.
- U Hliníku – pozemek ležel u hliníku, tj. u místa, kde se těžila hlína nejčastěji k výrobě nepálených cihel.
- U Jána – pozemek poblíž sochy svatého Jana v Hrdé Vsi, nářečně Jána. Při silnici do Bystřice nad Pernštejnem před bývalou Jitřenkou.
- U Starého mostu – Vcházelo se tudy na most spojující Vír s Hrdou Vsí. Tento most byl vzácný, neboť byl krytý.
- V Kotrbelci – jméno má nezřetelnou motivaci, snad je to název pro prudce se svažující nebo pro velmi nerovný pozemek.
- Vesná, Na Vesné – střední část Víru. Jméno je odvozeno od slova ves příponou -ná a znělo návesná (tj. část obce ležící „na vsi“ = uprostřed vsi).
- Závodí, V Závodí – pozemek leží za vodou, tj. za řekou. Je to patrně uměle vzniklý název pro skupinu asi 20 domků, které si zde za první republiky postavili dělníci zdejší továrny. Užívá se také jména Za vodou.
  - Hlavatiska – oplocená obecní půda na Závodí u řeky, díly byly pronajímány občanům.
- Žlebce, Ve Žlebcích – hluboce zaříznuté údolí na svahu Špimberku. Jméno je odvozeno od slova žleb, terénní úžlabina. Tamním lesům se říká Ve Žlebcích.

## Fotogalerie

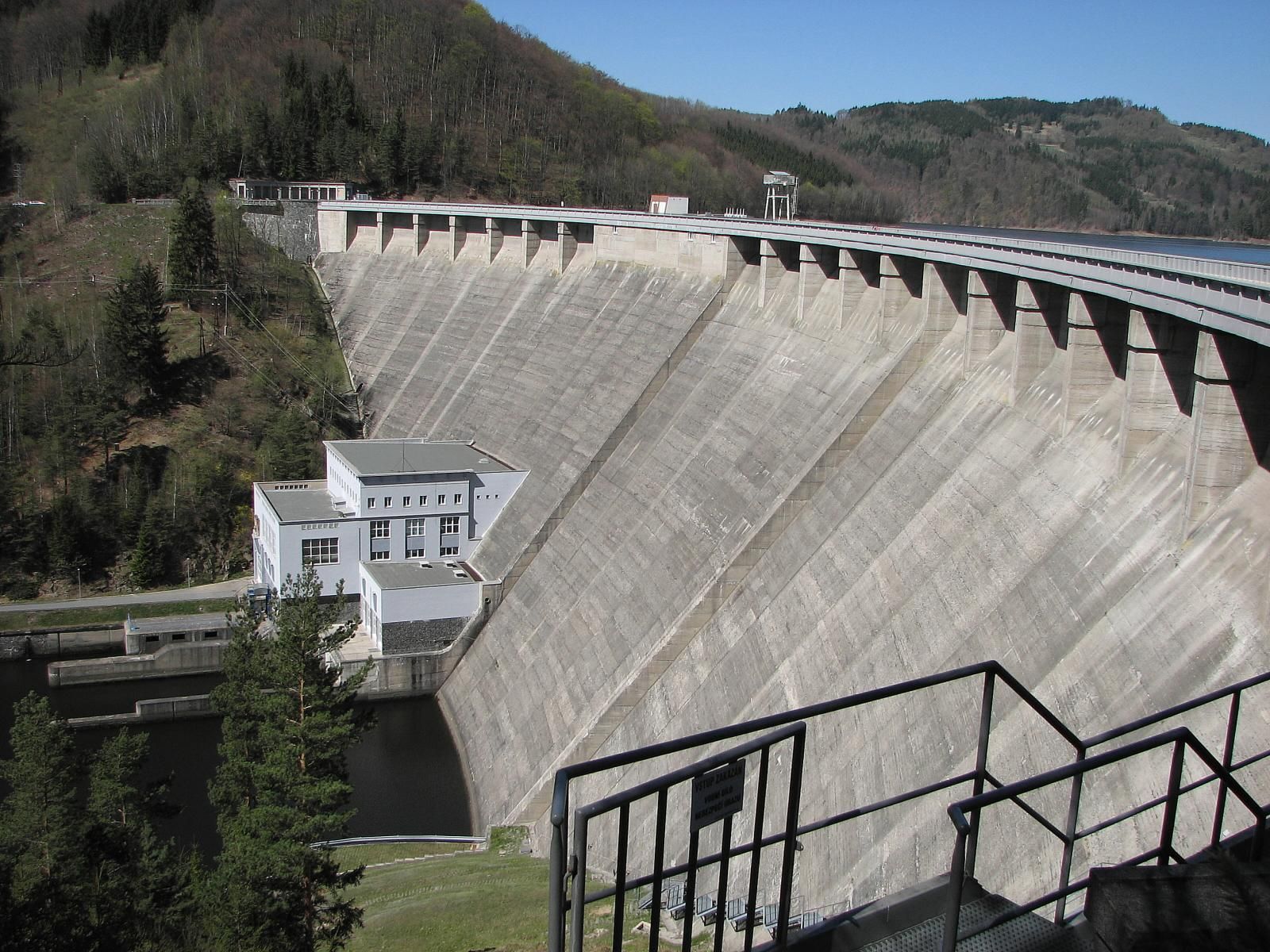
Hráz přehrady Vír I
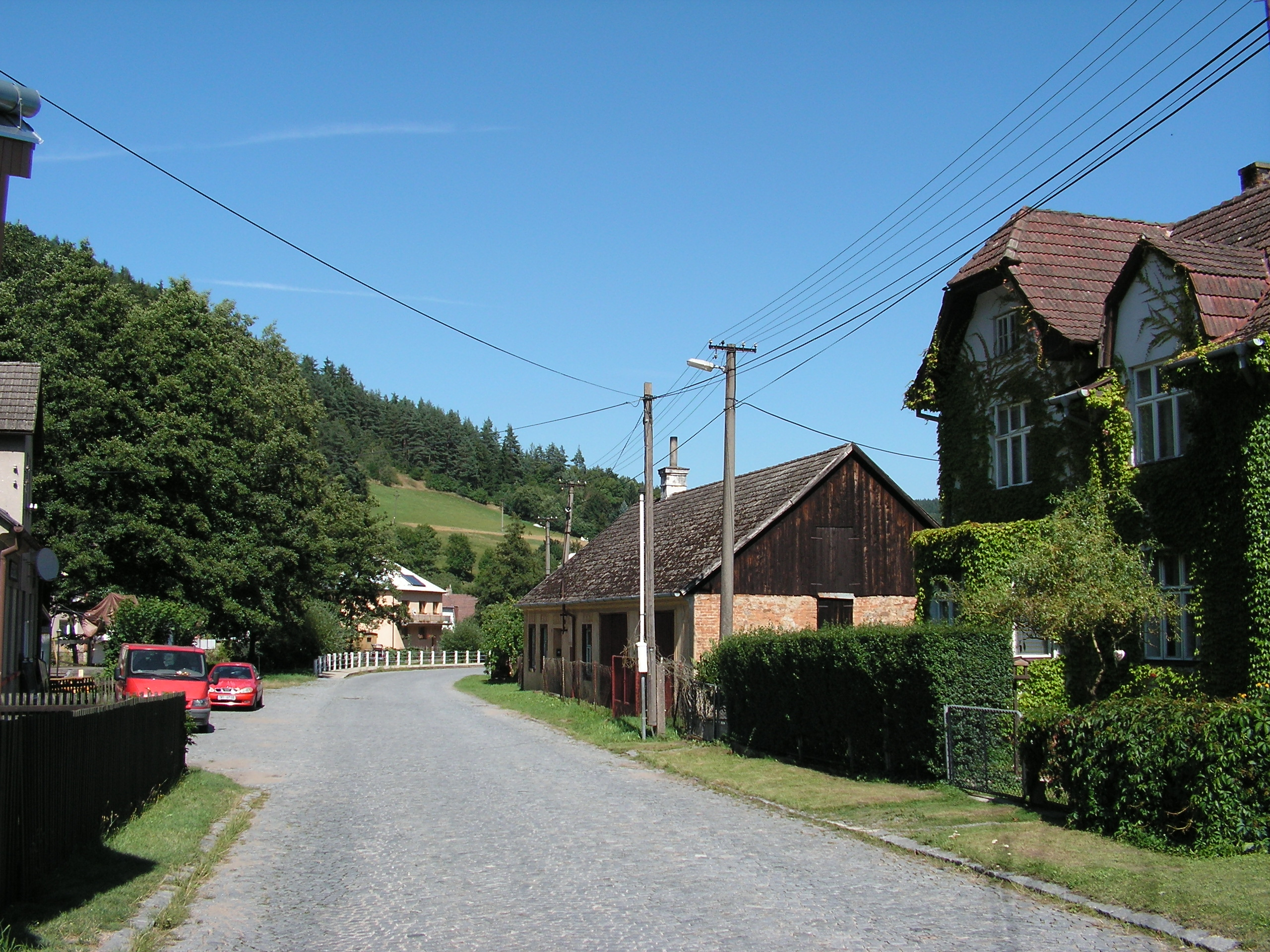
V obci
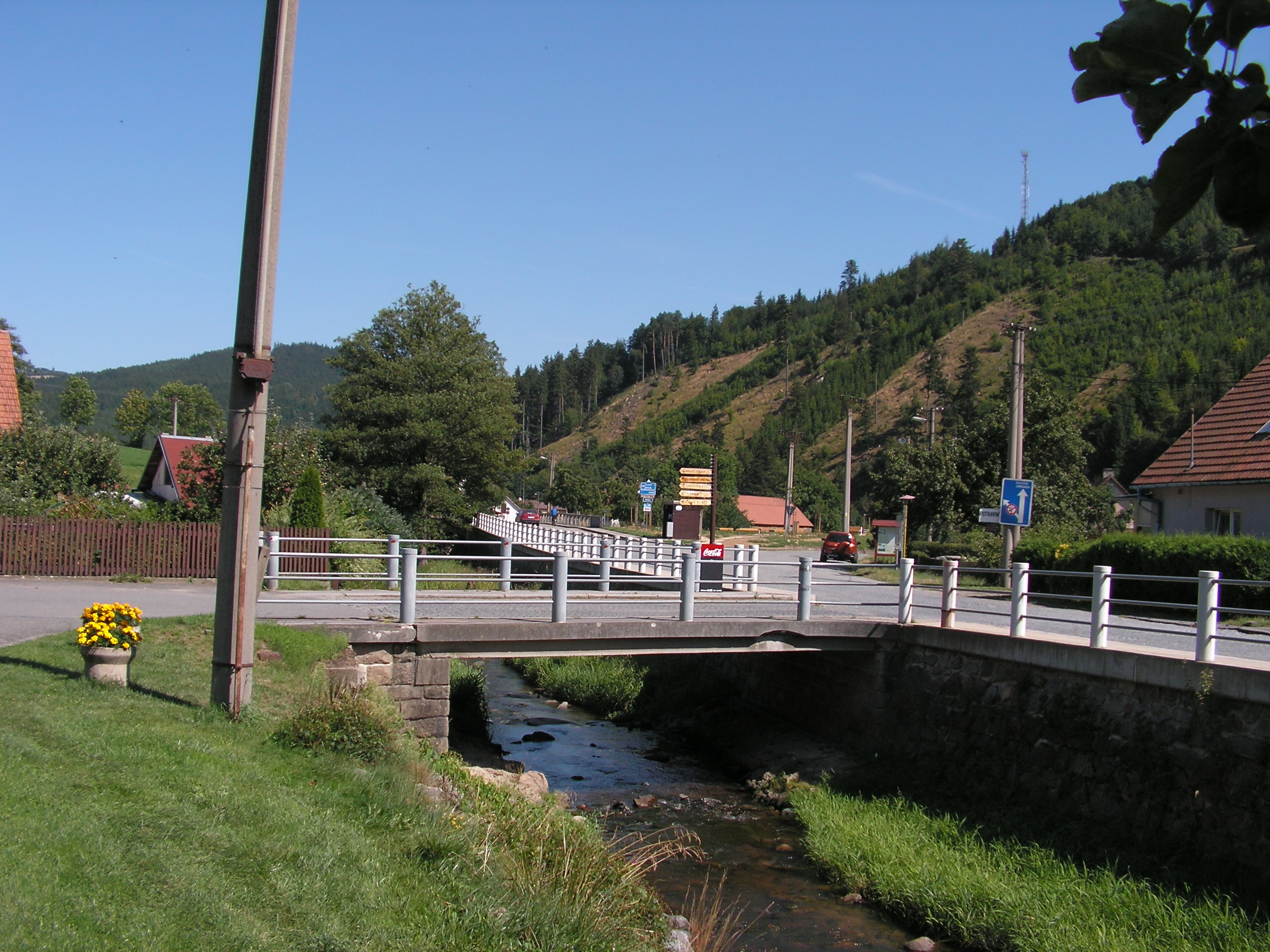
Bystřice nad ústím do Svratky
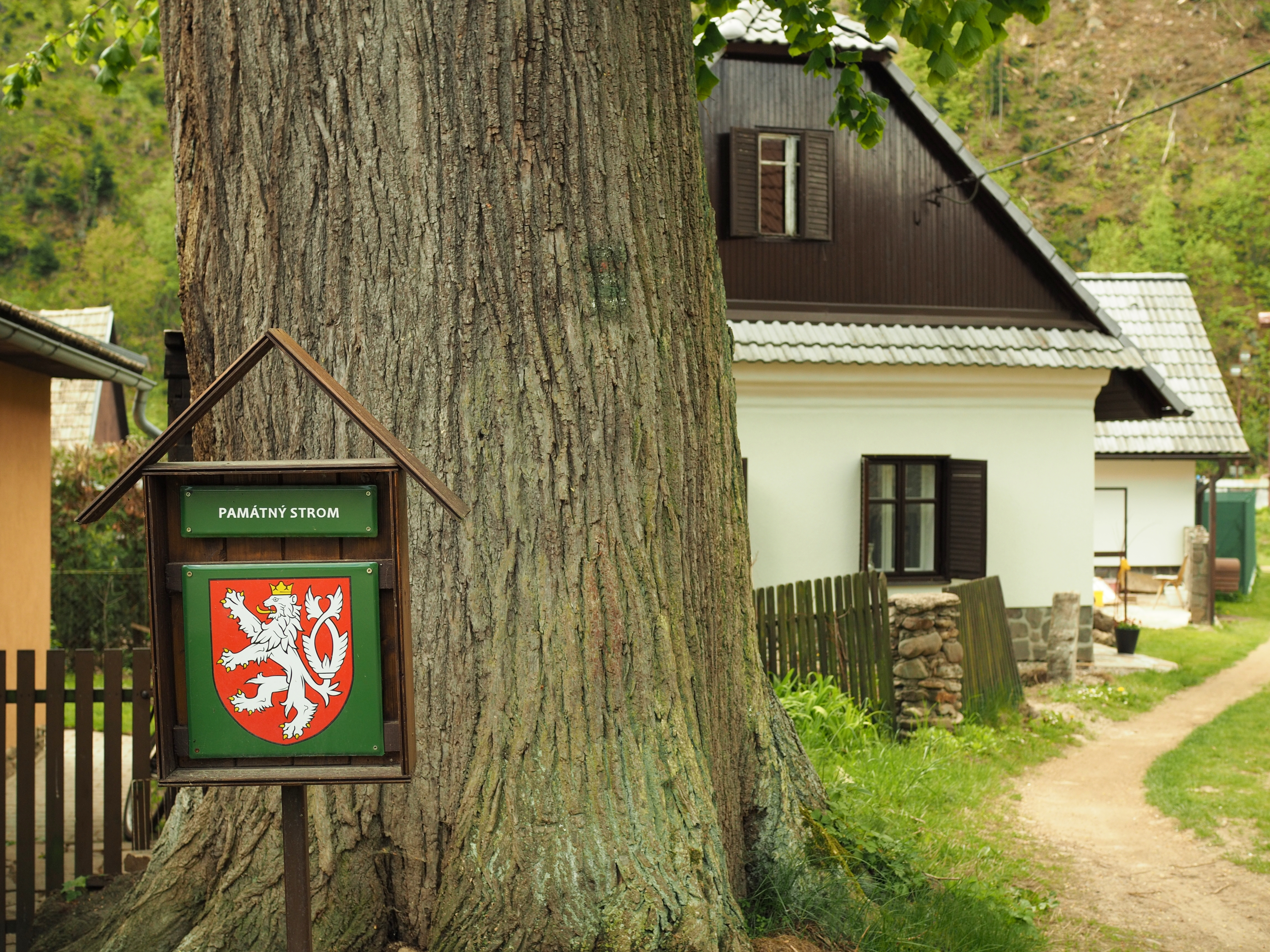
Navrátilova lípa
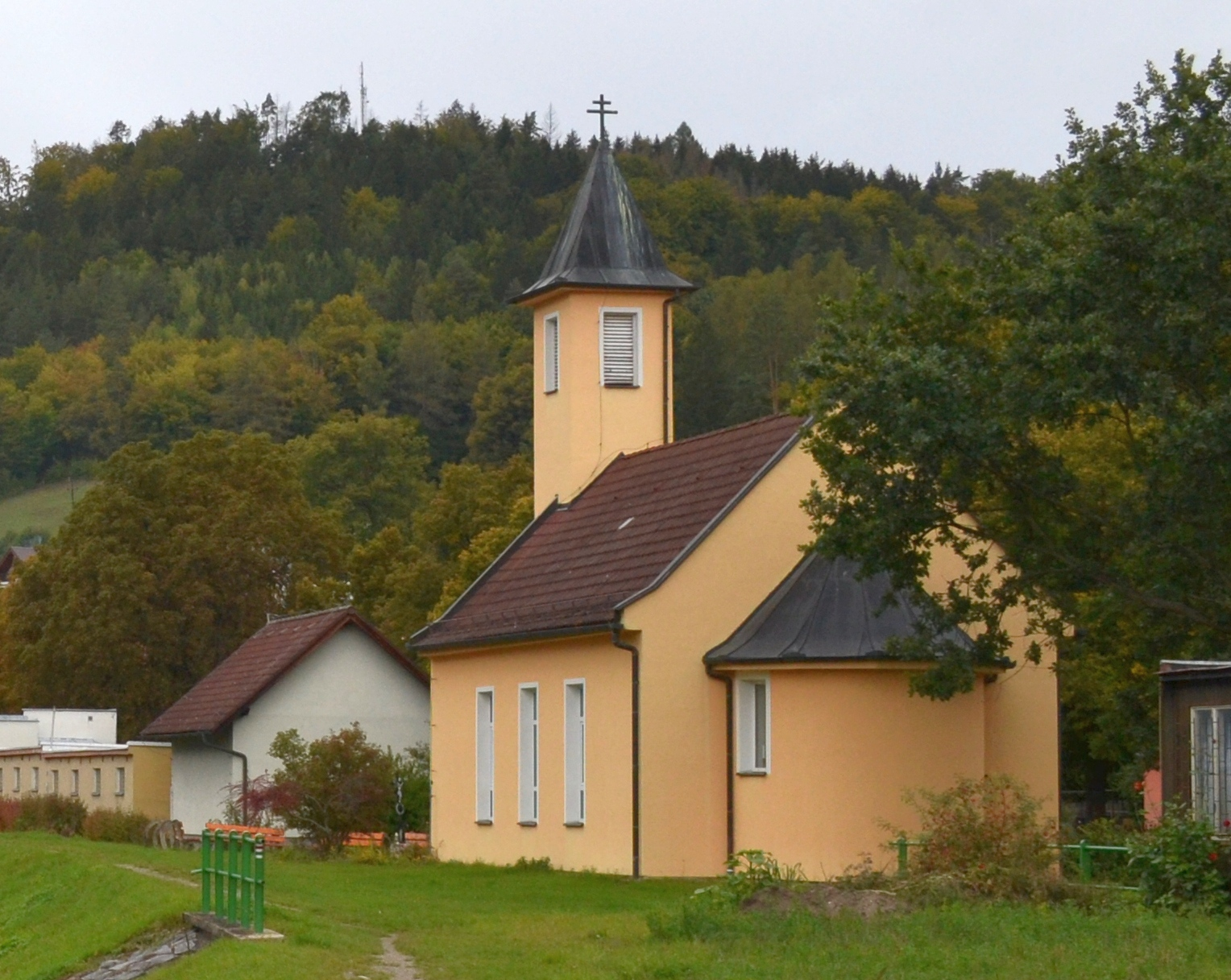
Kaple sv. Sedmipočetníků a sv. Zdislavy z roku 1998